# Krabbenwaschbär
Der Krabbenwaschbär (Procyon cancrivorus) ist eine Raubtierart aus der Gattung der Waschbären (Procyon) innerhalb der Familie der Kleinbären (Procyonidae).

## Merkmale

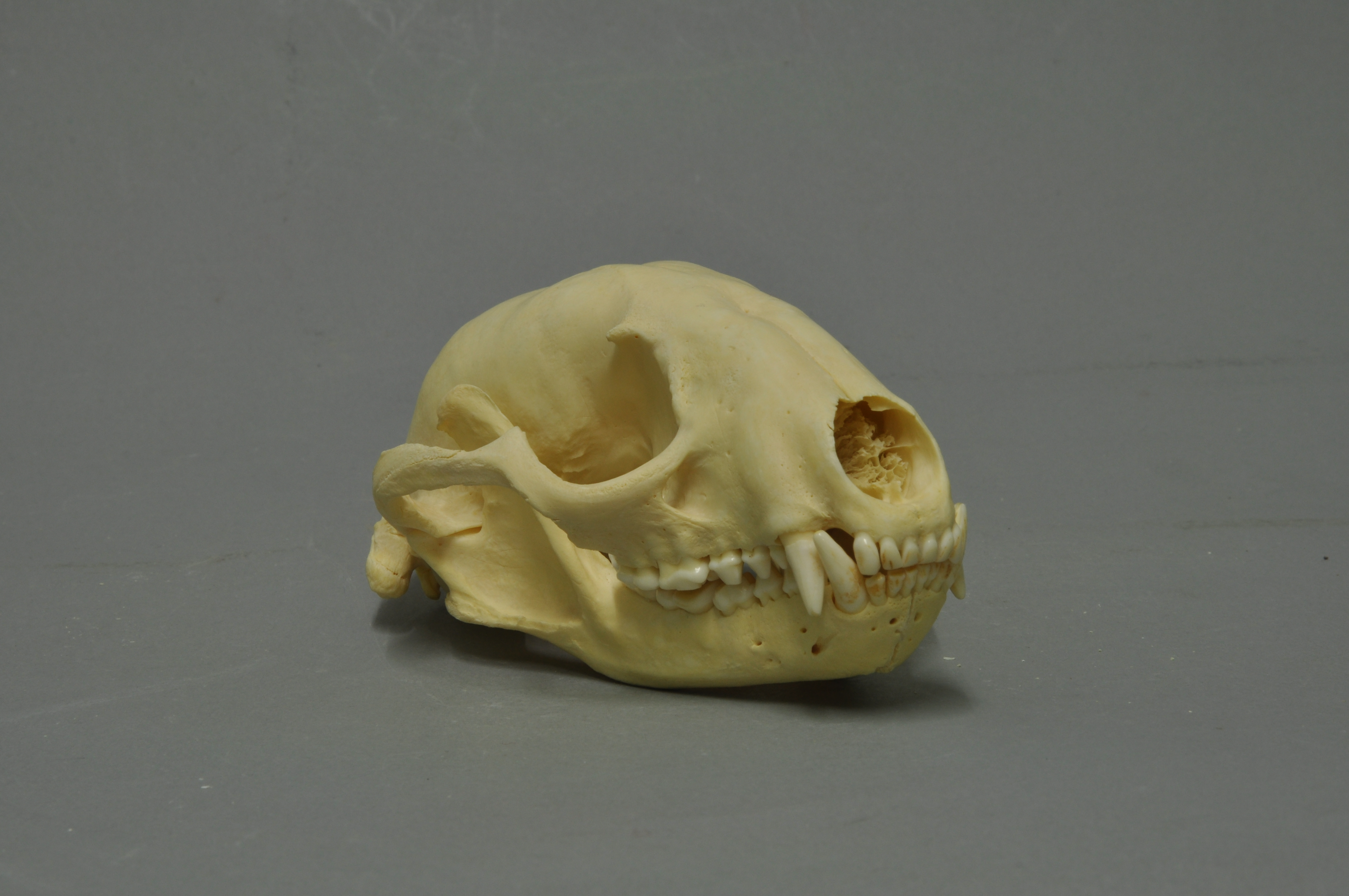
Schädel (Sammlung Museum Wiesbaden)

Krabbenwaschbären ähneln den bekannten (Nordamerikanischen) Waschbären, haben aber ein kürzeres Fell. Dieses ist graubraun gefärbt, wobei die Unterseite etwas heller ist. Das Gesicht ist durch die für Waschbären charakteristische schwarze Maske charakterisiert, die sich von der hellen Gesichtsfärbung abhebt. Ihr Schwanz ist geringelt. Die Tiere erreichen eine Kopfrumpflänge von bis zu 65 Zentimeter, der Schwanz wird bis zu 38 Zentimeter lang und sie erreichen ein Gewicht von bis zu 8 Kilogramm, wobei die Männchen größer werden als die Weibchen.

## Verbreitung und Lebensraum

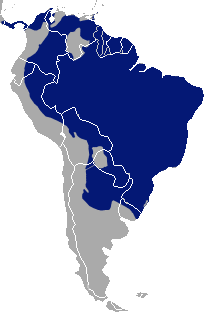
Verbreitungskarte des Krabbenwaschbärs

Krabbenwaschbären sind hauptsächlich in Südamerika beheimatet, ihr Verbreitungsgebiet reicht von Costa Rica bis Uruguay und das nördliche Argentinien. Ihr Lebensraum sind Wälder, sie kommen sowohl in tropischen und subtropischen Regenwäldern als auch in trockenen Wäldern vor. Ihr Habitat liegt allerdings immer in der Nähe von Gewässern wie Flüssen, Sümpfen, Seen oder Meeresküsten; u. a. kommen sie in Mangrovenwäldern vor.

## Lebensweise
Krabbenwaschbären sind vorwiegend dämmerungs- und nachtaktiv, tagsüber schlafen sie in Baumhöhlen oder anderen Verstecken. Sie gelten gemeinhin als Einzelgänger, dürften aber wie der Nordamerikanische Waschbär ein komplexeres Sozialverhalten haben. Die Streifgebiete von Tieren überschneiden sich, ohne dass es bei ausreichendem Nahrungsangebot zu aggressivem Verhalten kommt. Auch dürften sich manchmal mehrere Weibchen ein Territorium teilen.
Wie beim Nordamerikanischen Waschbären ist der Tastsinn ausgezeichnet entwickelt, insbesondere im Bereich der Schnauze und der Vorderpfoten. Das Abtasten der Nahrung, das oft im seichten Wasser geschieht, hat zu der falschen Auffassung geführt, dass Waschbären ihre Nahrung waschen.

## Nahrung
Krabbenwaschbären sind Allesfresser, die sowohl Pflanzennahrung (wie Früchte und Nüsse) als auch Fleisch zu sich nehmen. Sie sind allerdings stärker als ihre nordamerikanischen Verwandten auf Krabben, Krebse, Fische und Frösche spezialisiert. Insekten, Schildkröteneier und anderes komplettieren den Speiseplan.

## Fortpflanzung
Zwischen Juli und September bringt das Weibchen nach rund 60- bis 73-tägiger Tragzeit zwei bis fünf Jungtiere zur Welt. Die Jungtiere sind Nesthocker, ihre Augen öffnen sich nach rund drei Wochen. Nach zwei bis vier Monaten werden sie entwöhnt. Mit rund einem Jahr werden sie geschlechtsreif. In Gebieten, in denen sowohl Nordamerikanische als auch Krabbenwaschbären leben (Costa Rica und Panama) kommt es offensichtlich zu keiner Hybridisierung.

## Parasiten
Cameronecator urichi ist ein nur beim Krabbenwaschbär vorkommender Hakenwurm.

## Bedrohung
Wegen ihres Felles und ihres Fleisches werden die Tiere gejagt. Sie gelten zwar als seltener als ihre nordamerikanischen Verwandten, dürften aber weit verbreitet sein und nicht zu den bedrohten Arten zählen.